# 陈珠琇墓
陈珠琇墓，位于中国福建省霞浦县牙城镇雉溪村马宅自然村后30米，为一个霞浦县级文物保护单位，类型为古墓葬，公布时间为2010年11月。
陈珠琇墓建于清朝末期，碑文由宣统太子太傅陈宝琛所题写，记述了陈珠琇的生平事迹。